# Юлиус Дорпмюлер
Юлиус Дорпмюлер (на немски: Julius Heinrich Dorpmuller) (24 юли 1869 – † 5 юли 1945) е германски политик (райхсминистър на транспорта (2 февруари 1937 – 23 май 1945) и райхсминистър на пощите (2 май – 23 май 1945)) и железопътен инженер (генерален директор на „Дойче Райхсбан“, 3 юли 1926 – 23 май 1945).

## Биография

### Ранен живот
Юлиус Дорпмюлер е роден на 24 юли 1869 г. в Вупертал, провинция Рейн-Вестфалия, Германска империя.
През 1893 г. завършва Висшето техническо училище в гр. Аахен и още през същата година е приет в държавна служба. През 1898 г. е държавен служител в железопътна дирекция в Саарбрюкен, през 1903 г. – инспектор на цялата железница, а през 1907 г. – консултант на китайското правителство по въпроса на железопътното строителство и главен инженер на държавните китайски железници, отговарящ за изграждането на около 700 km железница.
В края на Първата световна война поради военни обстоятелства е принуден да напусне Китай.
Завръща се в Германия и след демобилизацията през 1919 г. е старши строителен съветник на Есенската железница. През 1922 г. е заместник-председател и председател на имперската железница, а между 1925 и 1926 г. – директор на германския железопътна компания „Дойче Райхсбан“ (Имперска железница). От юни 1933 г. е председател на административния съвет на сдружение „Имерски аутобан“ както и член на съвета по транспорта и академията по германско право.

### Политическа дейност
Почти цялата Втора световна война прекарва като райхсминистър на транспорта (1937 – 1945).
През 1945 г. е заловен и изпратен от британските части в лагер за военнопленници. Умира в плен на 5 юли 1945 г.

## Награди и отличия
- Почетен докторат по инженерство на Аахенския университет (1925)
- Медал по строителство на Пруската академия (1934) златен
- Германски „Орлов щит“ на Третия райх (1939)
- Германски орден „За заслуга“ (1943) – рицарски кръст с мечове

## Цитирана литература